# Todo Maná
Todo Maná è un album dei Maná, distribuito e pubblicato in Spagna.
L'album è il primo "Best of" del gruppo e contiene alcuni dei brani che li hanno resi famosi.

## Tracce
1. En El Muelle De San Blas 5.56
2. Vivir Sin aire 4.57
3. Oye Mi Amor 4.38
4. Te Lloré Un Río 4.55
5. Cómo Te Deseo 4.37
6. Clavado En Un Bar  5.15
7. No Ha Parado De Llover 5.25
8. Déjame Entrar 4.25
9. Cuándo Los Angeles lloran 5.09
10. De Pies A Cabeza 4.41
11. Perdido En Un Barco 4.15
12. Rayando El Sol 4.45
13. Hechicera 5.05
14. Un Lobo Por Tu Amor 5.25